# Ocelot (MRAP)
Ocelot — британська панцирна машина із захистом від мін і засідок (Mine-Resistant Ambush Protected (MRAP)) компанії Force Protection Europe (раніше Snatch Land Rover). У Британській Армії ним планують замінити Snatch Land Rover задля покращення захисту військовослужбовців від мін і саморобних вибуховий пристроїв. Відповідно до прийнятої у Британській Армії системи назв колісних машин отримав назву Foxhound (Фоксхаунд).

## Історія

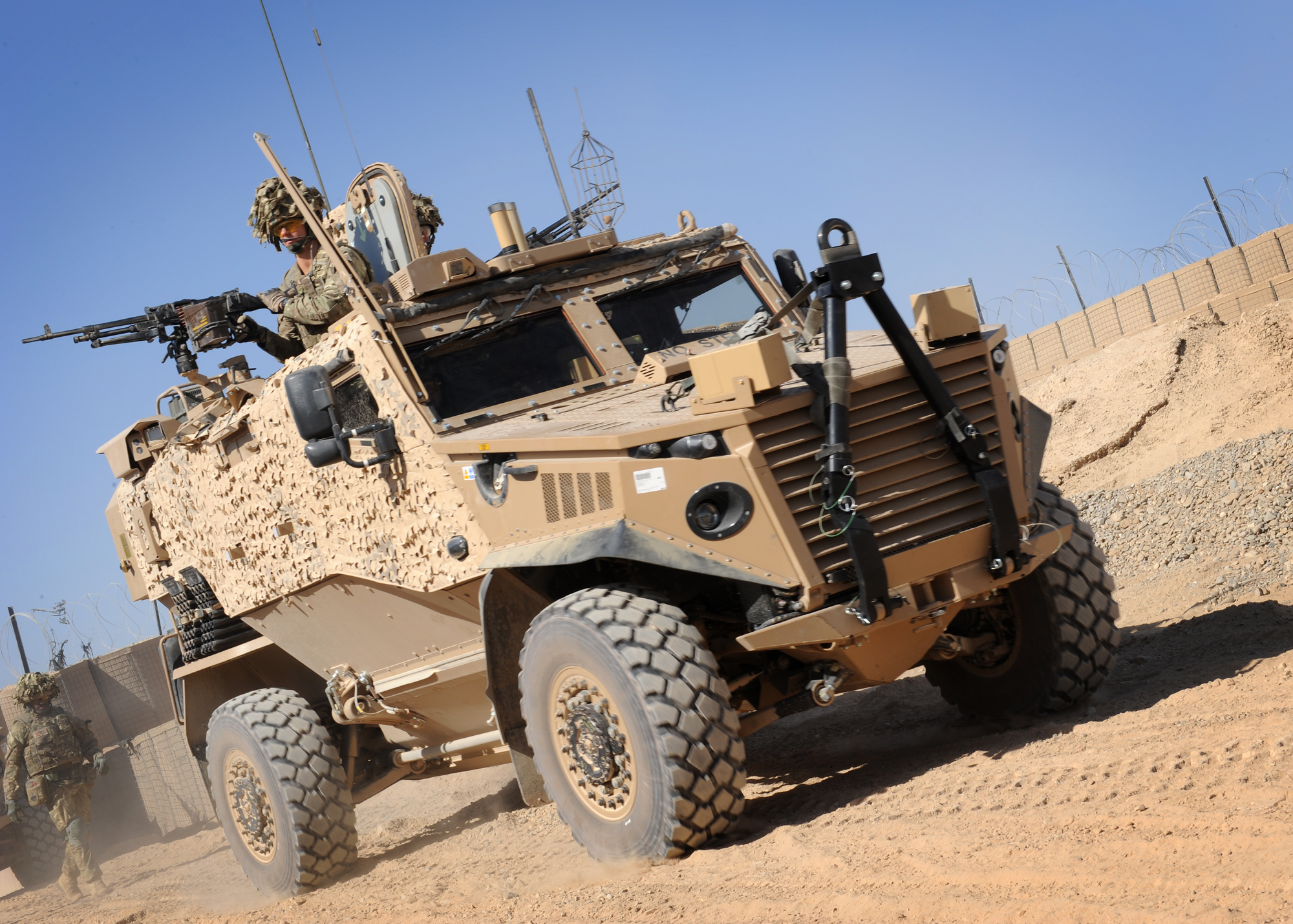
Патрульний Ocelot/Foxhound. 2013

У Британській Армії застосовувались важкі машини Buffalo MPV, Cougar з протимінним захистом MRAP. Ocelot був розроблений як більш легка, універсальна машина із захистом від днища від вибухів MRAP. Його презентували у вересні 2008 на міжнародній виставці озброєнь у Лондоні (англ. Defence Security and Equipment International (DSEI)). У квітні 2010 Міністерство оборони Британії купило дві машини для тестувань. 22 вересня 2010 було оголошено про намір замінити машинами Ocelot машини Snatch Land Rover з відсутнім протимінним захистом. Було замовлено 30 машин за 270 млн. фунтів, а 2012 ще 25 за 30 млн фунтів. З червня 2012 розпочали застосування машин Ocelot/Foxhound в Афганістані.

## Конструкція
Завдяки модульній конструкції панцирного захисту можна швидко замінювати пошкоджені елементи у польових умовах.Композитна броня захищає екіпаж від стрілецької зброї, уламків набоїв, V-подібне днище від вибухів мін, саморобних вибухових пристроїв. Захищений кузов типу монококу для 6 осіб можна легко модифікувати відповідно до мети застосування машини. Одночасно більш легкий композитний захист зберігає високу мобільність, прохідність машини.

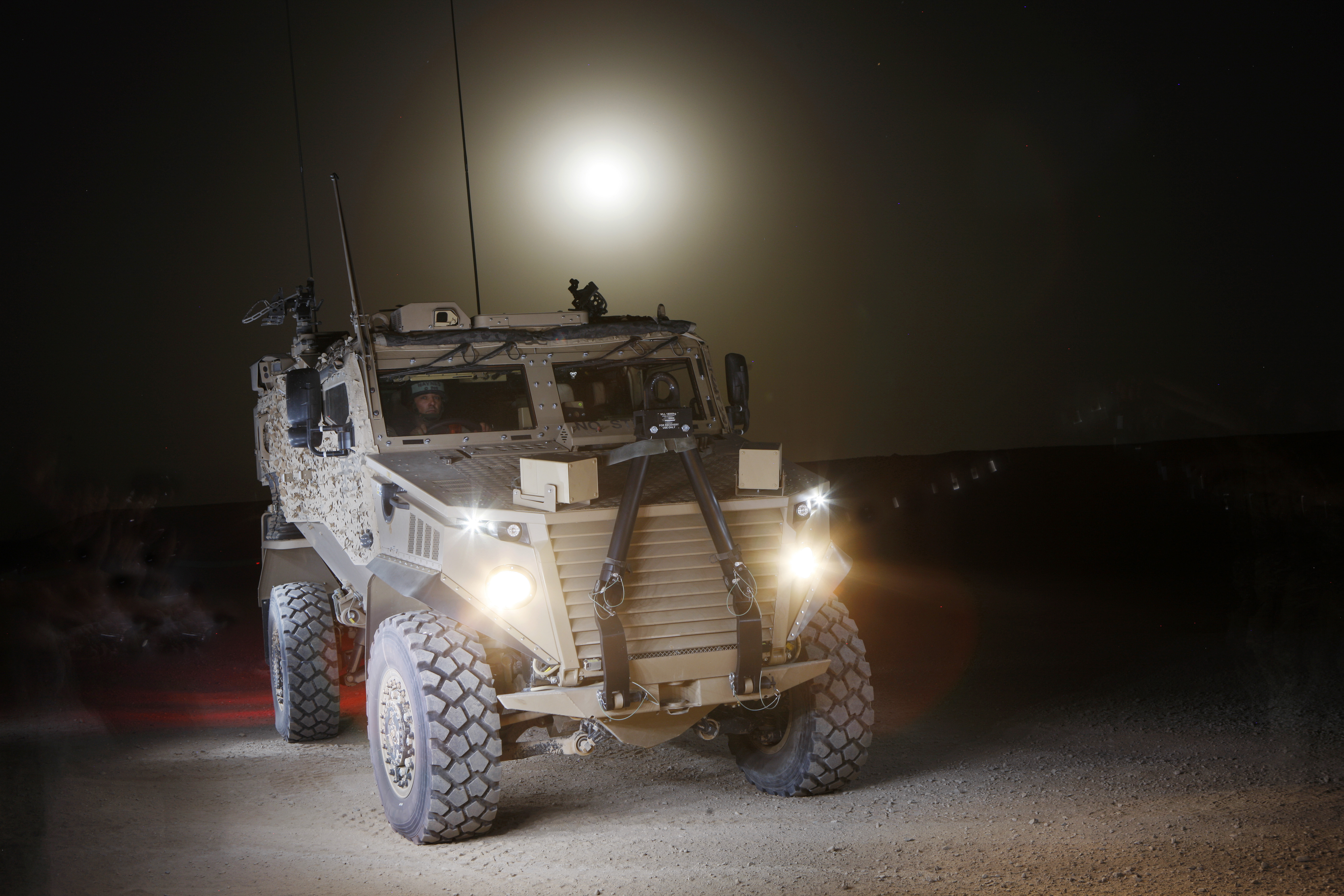
Ocelot/Foxhound в Афганістані. 2012

Силовий блок з дизеля Steyr M16 і автоматичної 6-ступінчастою коробки передач ZF 6HP28X можна замінити впродовж 30 хвилин. Машина розганяється до 80 км/год за 19,75 сек і розвиває максимальну швидкість 132 км/год. Колеса мають незалежний привід, завдяки чому Ocelot продовжує рух при пошкодженні одного з них, скажімо внаслідок підриву міни. Завдяки модульній конструкції легко замінити усі основні конструктивні елементи ходової частини. Кабіна, мотор, трансмісія, паливний бак захищені V-подібним дном, що становить своєрідний захищений хребет конструкції машини.
Ocelot може транспортуватись літаками C-17 Globemaster III, C-130 Hercules, гелікоптером CH-47 Chinook
Ocelot був першою британською військовою машиною, що відповідає вимогам міністерства оборони до конструкції машин (англ. Generic Vehicle Architecture (GVA)) по створенні єдиної стандартованої електронно-цифрової, електричної структури обладнання військових машин.
Ocelot може застосовуватись у вигляді машини позашляховика, постачання, амбулаторії.